# Гадунавское староство
Гадунавское староство (лит. Gadūnavo seniūnija) — одно из 11 староств Тельшяйского района, Тельшяйского уезда Литвы. Административный центр — местечко Гадунавас.

## География
Расположено на западе Литвы, в северо-западной части Тельшяйского района, на Жемайтской водораздельной гряде Жемайтской возвышенности.
Граничит с Ришкенайским староством на юге, Тельшяйским городским — на юго-востоке, Дегайчяйским — на востоке, Няваренайским — на северо-востоке, Седским и Шяркшненайским староствами Мажейкяйского района — на севере, Альседжяйским староством Плунгеского района — на западе, и Жемайчю-Калварийским староством Плунгеского района — на северо-западе.
Площадь Гадунавского староства составляет 13937 гектар. 
Общая длина дорог находящихся под надзором староства равна 146 км, из которых: 13 км приходится на дороги с асфальтным покрытием, 77 км — с гравийным покрытием и 56 км — на грунтовые дороги.

## Население
Гадунавское староство включает в себя местечко Гадунавас, 26 деревень.